# La voce senza volto
La voce senza volto («La voz sin rostro» en italiano) es una película de comedia italiana de 1939 dirigida por Gennaro Righelli. Es parte de la tradición de las comedias telefoni bianchi («teléfono blanco»), populares en Italia en ese momento.

## Argumento
Un trabajador, que posee una buena voz de tenor extrañamente igual a la de un cantante famoso, es contratado por una compañía cinematográfica para reemplazar al propio cantante que se ha quedado irremediablemente sin sonido en una grabación. El trabajador no sabe nada de todo esto y cuando se da cuenta de que ha sido engañado ya es demasiado tarde, porque los términos del contrato que ha celebrado le obligan al más absoluto secreto, pero puede liberarse de tan dañina obligación la interpretar su propia voz en un hotel en presencia y desafío del cantante al que ha «doblado». 

## Reparto
- Giovanni Manurita como Gino Malversi.
- Vanna Vanni como Mirella Bonardi.
- Elsa De Giorgi como actriz.
- Carlo Romano como Maurizio Sala, el tenor.
- Romolo Costa como Riva, el director de cine.
- Claudio Ermelli como Tabarrini.
- Adele Garavaglia como la madre de Gino.
- Anita Farra como propietaria de albergue.
- Nietta Zocchi como sirvienta de la actriz.

## Producción
La voce senza volto se rodó en los estudios Cinecittà. La película presenta a Giovanni Manurita, un popular tenor que tuvo una breve carrera cinematográfica. La voce senza volto sería su tercera y última película.

## Estreno
La voce senza volto fue distribuida teatralmente en Italia por Juventus Film el 5 de enero de 1939. El historiador y crítico cinematográfico Roberto Curti señaló que las copias actuales de la película en Italia sufren daños en la banda sonora y presentan un trabajo de voz que se volvió a doblar en la película con diálogos contemporáneos.